# Łuka (obwód chmielnicki)
Łuka (ukr. Лука) – wieś na Ukrainie w rejonie jarmolińskim obwodu chmielnickiego.